# Peziza albopileata
Peziza albopileata är en svampart som beskrevs av Cooke 1875. Peziza albopileata ingår i släktet Peziza och familjen Pezizaceae.   Inga underarter finns listade i Catalogue of Life.